# Baré (football)
Pour les articles homonymes, voir Baré.
Baré, de son vrai nom Jader Volnei Spindler, est un footballeur brésilien né le 18 janvier 1982.

## Carrière
En 2001, il était joueur de jeunesse pour le Grêmio, lorsqu'il a déménagé pour jouer au Japon en tant qu'étranger mineur avec Omiya Ardija.
En 2007, il jouait pour Gamba Osaka et a été sélectionné dans le meilleur onze de la J. League pour la saison.[réf. nécessaire] En 2008, il a joué pour eux dans le Pan-Pacific Championship et a marqué quatre buts en finale contre Houston Dynamo, lors d'une victoire 6-1 pour Gamba.
En septembre 2008, il était rapporté qu'il allait quitter Gamba pour jouer dans l'équipe des Émirats arabes unis, Shabab Al-Ahli Club, pour un montant de transfert d'un milliard de yens. Baré a effectivement fait le déménagement par la suite.
Bare a remporté le titre de la UAE Pro League avec Al Ahli en 2008/09, avant de déménager pour jouer à Al Jazira lors de la saison 2010-2011.
Il a été prêté à Al-Arabi en septembre 2012, par son club d'origine Al Jazira d'Abu Dhabi.
En 2013, il est retourné au Japon et a signé un contrat avec Shimizu S-Pulse.
Le 24 juillet 2013, Baré a été transféré au club Tianjin Teda de la Chinese Super League.
En février 2016, il a rejoint Glória au Brésil, qui joue dans le Campeonato Gaucho,.